# Tony Gallacher
Anthony Paul ("Tony") Gallacher (Glasgow, 23 juli 1999) is een Schots voetballer die doorgaans speelt als linksback. In januari 2025 tekende hij voor Hamilton Academical.

## Clubcarrière
Gallacher speelde vanaf 2009 in de jeugdopleiding van Falkirk. Zijn eerste competitiewedstrijd speelde hij op 17 december 2016, toen met 2–1 verloren werd op bezoek bij Dumbarton. Gallacher mocht in de basis beginnen en hij speelde het gehele duel mee. In anderhalf jaar tijd speelde de linksachter zeventien competitieduels voor Falkirk. In januari 2018 verkaste Gallacher naar Liverpool, dat ruim tweehonderdduizend euro voor hem betaalde. In september 2020 werd de vleugelverdediger voor vier maanden verhuurd aan Toronto. Gallacher keerde in januari 2022 terug naar Schotland, toen hij voor tweeënhalf jaar tekende bij St. Johnstone. Na afloop van dit contract vertrok hij bij St. Johnstone en zat hij een half jaar zonder club. Daarop nam Hamilton Academical de verdediger onder contract.

## Clubstatistieken
| Seizoen | Club                | Competitie          | Competitie | Competitie | Beker | Beker | Internationaal | Internationaal | Totaal | Totaal |
| Seizoen | Club                | Competitie          | Wed.       | Dlp.       | Wed.  | Dlp.  | Wed.           | Dlp.           | Wed.   | Dlp.   |
| ------- | ------------------- | ------------------- | ---------- | ---------- | ----- | ----- | -------------- | -------------- | ------ | ------ |
| 2016/17 | Falkirk             | Championship        | 6          | 0          | 3     | 0     | —              | —              | 9      | 0      |
| 2017/18 | Falkirk             | Championship        | 11         | 0          | 6     | 0     | —              | —              | 17     | 0      |
| 2017/18 | Liverpool           | Premier League      | 0          | 0          | 0     | 0     | 0              | 0              | 0      | 0      |
| 2018/19 | Liverpool           | Premier League      | 0          | 0          | 0     | 0     | 0              | 0              | 0      | 0      |
| 2019/20 | Liverpool           | Premier League      | 0          | 0          | 1     | 0     | 0              | 0              | 1      | 0      |
| 2020    | → Toronto           | Major League Soccer | 10         | 0          | 0     | 0     | —              | —              | 10     | 0      |
| 2020/21 | Liverpool           | Premier League      | 0          | 0          | 0     | 0     | 0              | 0              | 0      | 0      |
| 2021/22 | Liverpool           | Premier League      | 0          | 0          | 0     | 0     | 0              | 0              | 0      | 0      |
| 2021/22 | St. Johnstone       | Premiership         | 9          | 0          | 1     | 0     | —              | —              | 10     | 0      |
| 2022/23 | St. Johnstone       | Premiership         | 5          | 0          | 0     | 0     | —              | —              | 5      | 0      |
| 2023/24 | St. Johnstone       | Premiership         | 17         | 1          | 5     | 0     | —              | —              | 22     | 1      |
| 2024/25 | Hamilton Academical | Championship        | 6          | 0          | 0     | 0     | —              | —              | 6      | 0      |
| Totaal  | Totaal              | Totaal              | 64         | 1          | 16    | 0     | 0              | 0              | 80     | 1      |

Bijgewerkt op 7 juli 2025.